# George West
George West é uma cidade localizada no estado norte-americano do Texas, no Condado de Live Oak.

## Demografia
Segundo o censo norte-americano de 2000, a sua população era de 2524 habitantes.
Em 2006, foi estimada uma população de 2297, um decréscimo de 227 (-9.0%).

## Geografia
De acordo com o United States Census Bureau tem uma área de
4,9 km², dos quais 4,9 km² cobertos por terra e 0,0 km² cobertos por água. George West localiza-se a aproximadamente 48 m acima do nível do mar.

## Localidades na vizinhança
O diagrama seguinte representa as localidades num raio de 36 km ao redor de George West.